# 卡西姆·里米
卡西姆·里米（阿拉伯语：قاسم الريمي，1978年6月5日—2020年1月29日）是阿拉伯半島基地組織的埃米爾。卡西姆·里米於1990年代加入基地组织，在9.11恐袭前卡西姆·里米就在阿富汗为本·拉登工作。卡西姆·里米因密谋杀害美国驻也门大使曾被判入狱五年，但在2006年也門越獄事件中逃脱。卡西姆·里米与2007年7月的一場自杀式炸弹襲擊有关，在那場襲擊中有8名西班牙游客被炸身亡。卡西姆·里米还因参与对美国驻萨那大使馆附近的致命攻击、以及支持尼日利亚人阿卜杜勒·穆塔拉拉布在2009年圣诞节身藏炸药企图炸毁阿姆斯特丹-底特律航班，而受到美國财政部和联合国的制裁。2009年，也门政府指责他在阿比扬省開設基地组织训练营。卡西姆·里米在後來担任阿拉伯半島基地組織军事指挥官。2015年6月12日，卡西姆·里米成为阿拉伯半島基地組織领导人。卡西姆·里米後來還參與指揮彭薩科拉海軍航空基地槍擊事件。

## 死亡
2020年1月31日，據《纽约时报》报道，三名美国官员確信，卡西姆·里米于1月29日在美国對也門贝达省的一場空袭中喪生。
2020年2月6日，白宫发表声明，确认卡西姆·里米身亡的消息。